# Trinidad Bonachera
Trinidad Bonachera Álvarez (Huelva, 1961) es una científica y profesora de idioma castellano en la Universidad de Ratisbona. Se ha tomado de ella, disponible sólo en países de habla alemana con libros de texto alemanes, especialmente diseñados para satisfacer las necesidades de aprendizaje de los nativos de habla hispana. También publicó numerosos libros de texto de castellano para estudiantes alemanes, todos de la Editorial Hueber, como "El aprendizaje del vocabulario español""" y una colección de expresiones idiomáticas y frases del español.

## Biografía
Bonachera enseña en la Universidad de Ratisbona, todos los seminarios para la práctica de la lengua española en el contexto de Estudios Hispánicos (estudios básicos y avanzados). Ideó los Cursos de la lengua española (CLE I-IV) se basan en el postulado de un examen integrado de todas las habilidades lingüísticas para que los estudiantes hagan comprensión oral (comprensión auditiva), y la producción de texto libre y guiada (redacción de textos) se enfrenta así con el análisis de artículos periodísticos y textos de ficción. Bonachera contribuye así a la demanda para el holismo en la factura de la enseñanza de idiomas. Esa intrínseca motivación hace que los estudiantes sean animados a través de la práctica de conversaciones imaginativas.
Trinidad Bonachera examina a los candidatos del estado de exámenes, y a los estudiantes de maestría en exámenes orales, que les otorga un grado para cada una de las habilidades lingüísticas y otra para la competencia de los estudiantes de estudios regionales.
La lista elaborada por los libros de texto de Bonachera, confirma a una de las autoras más prolíficas del mundo de los libros de texto españoles.

## Algunas publicaciones
- Endlich Zeit für Spanisch Premium-Ausgabe: Für Anfänger und Fortgeschrittene. Hueber Verlag, 159 pp. ISBN 3191095896 2012 en línea
- Spanisch - Ich versteh nur Bahnhof. Hueber 2010
- Grundwortschatz Spanisch: 8000 Wörter zu über 100 Themen. Mit farbig markiertem Alltagswortschatz. Hueber 2009
- Endlich Zeit für Spanisch. Hueber 2009
- Komplettkurs Spanisch: Anfängerkurs und Aufbaukurs. Hueber 2009
- Großes Übungsbuch Spanisch: 3000 Übungssätze zu allen wichtigen Grammatikthemen. Hueber 2009 en línea
- Vaya con Dios. 2000 Redensarten Deutsch-Spanisch. Hueber 2009
- Deutsch kompakt. Anfänger. Spanische Ausgabe. 3 CDs. Hueber 2009
- Ganz leicht. Der neue Sprachkurs Spanisch: Für Anfänger und Wiedereinsteiger. Hueber 2008
- Verbtabellen Spanisch: Die wichtigsten regelmäßigen und unregelmäßigen Verben im Überblick. Hueber 2006
- Großer Lernwortschatz Spanisch. Umfassend, gründlich, unterhaltsam. Hueber 2005
- Großer Lernwortschatz Spanisch. Con Pedro Álvarez Olañeta. Hueber, 477 pp. ISBN 3190294933 2004 en línea
- Hacia don Juan. Volumen 32 de Biblioteca de temas sevillanos. Editor Servicio de Publicaciones del Excm. Ayuntamiento de Sevilla, 121 pp. 1985